# Studio Deen
Studio Deen (株式会社スタジオディーン?, Kabushiki-gaisha Sutajio Dīn, stilizzato come Studio DEEN) è uno studio di animazione giapponese fondato dall'ex produttore di Sunrise Hiroshi Hasegawa il 13 marzo 1975.

## Storia
Sin dalla fondazione lo studio ha lavorato spesso in collaborazione con altre case, come la Shin-Ei Dōga per i film di Doraemon, o la Pierrot, con cui ha lavorato sulla serie Lamù, tratta dal manga di Rumiko Takahashi, e che, dopo l'uscita di Mamoru Oshii dal progetto nel 1984, ha portato a termine per conto proprio nel 1986.
Sia Oshii che la Takahashi hanno incrociato ancora la strada con Studio Deen: il primo in occasione del suo primo film, Tenshi no tamago, nonché del primo film di Patlabor e dei relativi OAV, la seconda poiché lo studio si è occupato dell'animazione di serie anime come Maison Ikkoku e Ranma ½, tratte sempre da manga dell'autrice. Ma certamente il partner principale dello studio è sempre stata la Sunrise.
Dopo i grandi lavori degli anni '80 ed inizio anni '90 sulle opere della Takahashi, Studio Deen produce tutte le opere dedicate a Sei in arresto! e a Kenshin samurai vagabondo. Con l'avvento degli anni 2000 inizia tutta una serie di realizzazioni dedicate alle trasposizioni animate di manga di genere shōnen-ai, yaoi e yuri, come Gravitation nel 2000, Yami to bōshi to hon no tabibito nel 2003, Simoun e Princess Princess nel 2006, Junjō romantica nel 2008, Sekai-ichi hatsukoi nel 2011.
Lo studio ha anche una filiale cinese, cui subappalta parte delle sue produzioni, così come allo studio coreano "Echo Animation".

## Lavori
- 07-Ghost
- Amaenaideyo!! (TV)
- Amatsuki (TV)
- AWOL - Absent WithOut Leave (TV)
- Get Ride! AMDriver
- Beyblade (film)
- Binchō-tan (TV)
- Bomberman Jetters (TV)
- Code-E (TV)
- Chou Kidou Densetsu DinaGiga (1998)
- Il mitico detective Loki (TV)
- DNA² (TV e OAV)
- Domain of Murder (OAV)
- Doraemon (film)
- Don't Leave Me Alone, Daisy (TV)
- Eat-Man (TV)
- Eat-Man '98 (TV)
- Eden's Bowy (TV)
- Ehrgeiz (TV)
- Fate/stay night (TV)
- Fate/stay night: Unlimited Blade Works (film)
- Fruits Basket (TV)
- Full Moon - Canto d'amore (TV e special televisivo)
- Get Ride! Amdriver (TV)
- Get Backers (TV)
- Ginga densetsu Weed (TV)
- Golden Brave Goldran (TV)
- Gravitation (TV)
- Haunted Junction (TV)
- Hatenkou Yuugi (TV)
- Hetalia Axis Powers (TV)
- Higurashi no naku koro ni (TV)
- Higurashi no naku koro ni Kai (TV)
- Higurashi no naku koro ni Rei (OAV)
- Higurashi no naku koro ni: Nekogoroshi Hen (Special)
- Higurashi no naku koro ni kaku: Outbreak (OAV)
- Il violinista di Hamelin (TV)
- Itsumo Kokoro ni Taiyou wo! (TV)
- Jigoku Shōjo (TV)
- Hell Girl (TV)
- Hell Girl (TV)
- Junji Ito Collection (TV)
- Junji Ito Maniac: Japanese Tales of the Macabre (ONA)
- Junjō romantica (TV, stag 1-2)
- King of Bandit Jing (TV) e King of Bandit Jing in Seventh Heaven (OAV)
- Kenshin - Samurai vagabondo (TV e OAV)
- Kita e: Diamond Dust Drops (TV)
- Knight Hunters (TV)
- Kokoro Library (TV) e Kokoro Library - Communication Clips (special televisivo)
- Konosuba! - This Wonderful World (TV)
- Kore wa zombie desu ka? (TV)
- Kore wa Zombie Desu ka? Of the Dead (TV)
- Kyo Kara Maoh! (TV)
- Lamù (TV)
- La legge di ueki (TV)
- Let's Dance With Papa (TV)
- Maison Ikkoku - Cara dolce Kyoko (TV)
- Maria-sama ga miteru (TV)
- Maria-sama ga miteru (TV)
- Maria-sama ga miteru (special)
- Kidō senshi Victory Gundam (TV)
- Momoiro Sisters (TV)
- I cavalieri di Mon (TV)
- Mouse (TV)
- Patlabor (OAV e primo film)
- Princess Princess (TV)
- Pupa (TV)
- Ranma ½ (TV e OAV) e Ranma contro la leggendaria fenice (film)
- Rave Master (TV)
- Read or Die (OAV)
- Reikenzan: hoshikuzu-tachi no utage (TV)
- Rilu Rilu Fairilu (TV)
- Kenshin - Samurai vagabondo: The Movie (film)
- Sakura Trick (TV)
- Samurai Deeper Kyo (TV)
- Sasaki e Miyano (TV)
- Seitokai no ichizon (TV)
- Shadow Skill - Eigi (TV)
- Shōwa Genroku rakugo shinjū (TV)
- Shōwa Genroku rakugo shinjū (OAV)
- Shōwa Genroku rakugo shinjū (TV)
- Shining Tears X Wind (TV)
- Simoun (TV)
- Hoshin Engi (TV)
- Star Ocean (TV)
- Tenshi no tamago (film)
- Tactics (TV)
- The Reflection (TV)
- The Seven Deadly Sins - Nanatsu no taizai: Wrath of the Gods (TV)
- Touka Gettan (TV)
- Twilight Out of Focus (TV)
- Twilight Q (OAV)
- Umineko When They Cry (TV)
- Urayasu Tekkin Kazoku (TV)
- Vampire Knight (TV)
- Vampire Knight Guilty (TV)
- Weiß Kreuz (OAV)
- Yami to bōshi to hon no tabibito (TV)
- You're Under Arrest (tutto)
- Yumeria (TV)
- Zenki (TV)
- Zipang (TV)

### Assistenze e collaborazioni
- Aquarion (TV)
- BLOOD+ (TV)
- Chi ha bisogno di Tenchi? - The Movie - Tenchi muyo in Love (film)
- City Hunter Special: Guerra al Bay City Hotel (OAV)
- Dirty Pair Flash 1 (OAV)
- Eureka Seven (TV)
- IGPX (TV)
- Jin-Roh - Uomini e lupi (film)
- La città incantata (film)
- Lamù - Forever: La principessa nel ciliegio (film)
- Magic User's Club (OAV)
- Mashin Eiyuden Wataru (TV)
- Mobile Suit Gundam: Il contrattacco di Char (film)
- Mojako (TV)
- Neon Genesis Evangelion (TV)
- Noein - Mou Hitori no Kimi e (TV)
- Please Teacher! (TV)
- Power of Hope: Pretty Cure Full Bloom (TV)
- Ranma ½: Le sette divinità della fortuna (film)
- Ranma ½: La sposa dell'isola delle illusioni (film)
- Rick and Morty: The Anime (TV)
- Read or Die (OAV)
- Pretty Guardian Sailor Moon Eternal - Il film (film)
- Street Fighter II V (TV)
- Tekken - The Animation (film)